# 新陶官街道
新陶官街道，是中华人民共和国辽宁省鞍山市铁西区下辖的一个乡镇级行政单位。2019年12月，撤销新陶官街道，下辖的社区成建制划入繁荣街道。

## 行政区划
新陶官街道下辖以下地区：
北粮社区、文化社区、制药社区和器材社区。